# کرملین آستراخان

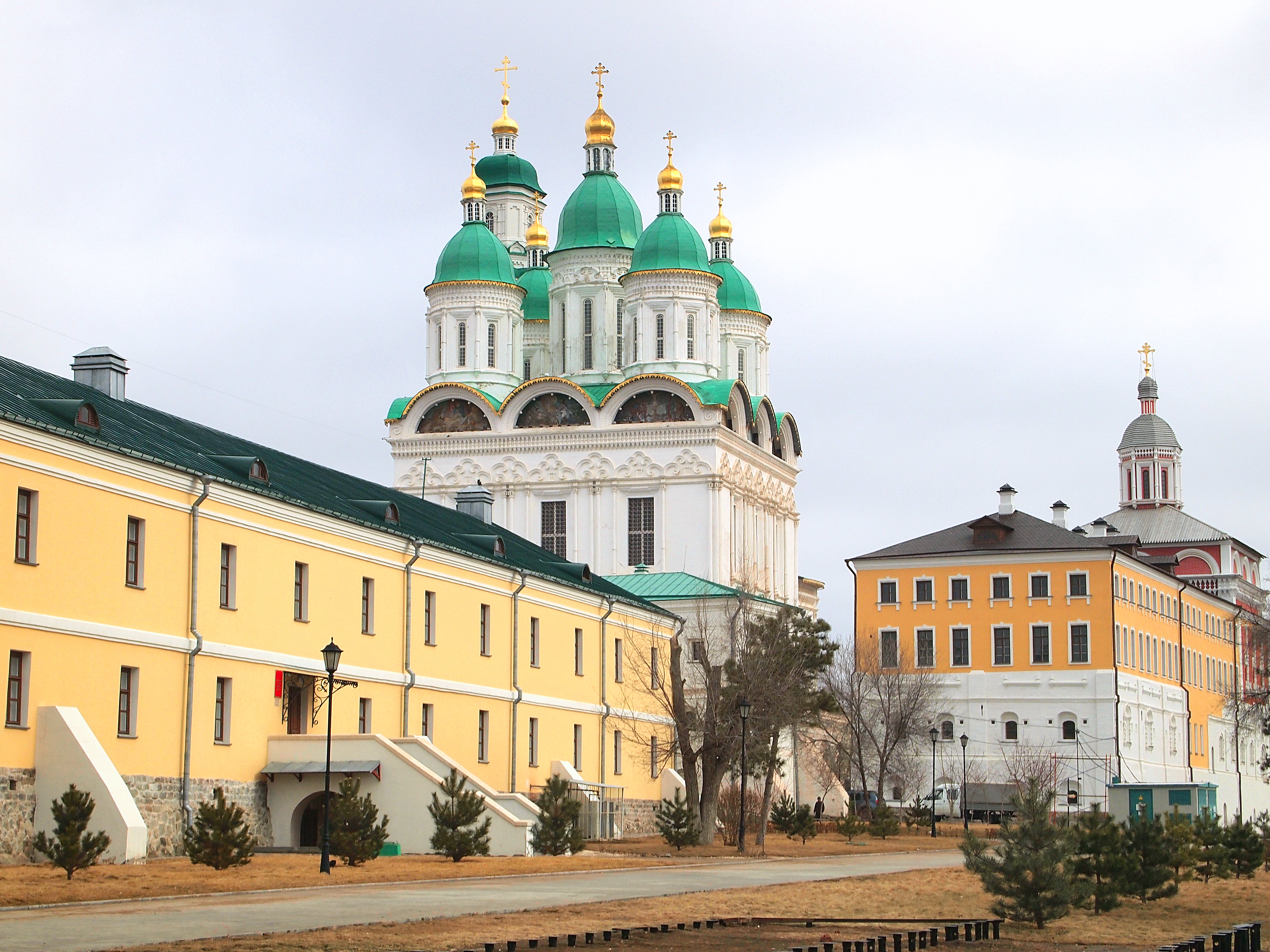
کلیسای جامع معراج ماریا در آستراخان.

کرملین آستراخان (روسی: Астраханский кремль، ت. «Astrakhanskiy kreml») قلعه ای در آستراخان، روسیه است که بر روی تپه ای در جزیره ای در دلتای ولگا، در میان ولگا، کوتوم و تساروف واقع شده است.

## درباره
برای قرن‌ها، کرملین آستراخان یک دژ غیرقابل دسترس در مرز جنوب شرقی روسیه بود. مجموعه ای از رویدادهای تاریخی به این قلعه مرتبط است: پیاده‌روی ترک‌های کریمه در ولگای سفلی در قرن شانزدهم، زمانهٔ مشکلات در روسیه و قیام دهقانان به رهبری استنکا رازین در قرن هفدهم، دگرگونی در دوران سلطنت تزار، پتر کبیر، شورش کمانداران در ۱۷۰۵–۱۷۰۶، توسعه نیروی دریایی خزر در قرن ۱۸، تقویت مرزهای کشور و ورود قفقاز و آسیای مرکزی به مرزهای روسیه.
در سال ۱۵۵۲ تزار ایوان چهارم توانست خانات کازان را شکست داده و منطقه‌شان را فتح کند. چهار سال بعد، نیروهای روسی آستراخان را تصرف کردند. با الحاق مناطق ولگا میانی و سفلی، دولت مسکو به دریای خزر دسترسی پیدا کرد.
ااولین ساخت و ساز کرملین در سال‌های ۱۵۸۷–۱۵۸۸ تحت هدایت وورودکوف، یک سنگ‌شکن و از اساتید دیشارژ اوردر آغاز شد. او اولین قلعه چوبی را با دیوارها و برج‌های محکم و مستحکم بنا کرد. محل ساخت و ساز بر روی بلندترین تپه که در زبان روسی به نام «خرگوش» یا «زایاچی» شناخته می‌شود، انتخاب شد. این مکان ایده‌آل برای یک قلعه بود، زیرا تپه از غرب و شمال توسط رودخانه ولگا و از جنوب و شرق توسط دریاچه‌ها و مرداب‌ها احاطه شده است.
در زمان سلطنت تزار ایوان چهارم و بوریس گودونف، قلعه چوبی به صورت سنگی بازسازی شد. برای ساختن دیوارها و برج‌های کرملین، استادان سازنده دولتی از مسکو به آستراخان فرستاده شدند. روسای مسئول ساخت و برنامه‌ریزی قلعه سنگی میخائیل ایوانوویچ ولیامینوف، گریگوری اووچین و مدرس دی گوباستی بودند. برای دستیابی به بهترین نتایج، از پایه‌های قدیمی اما بسیار قوی تاتاری استفاده کردند که از خرابه‌های شهرهای اردوی زرین آورده شده بود. ارگ سنگی به سبک کرملین مسکو ساخته شده است.